# Oriol Malló i Vilaplana
Oriol Malló i Vilaplana   (Barcelona, 7 d'octubre de 1967) és un assagista i periodista català. És conegut per haver escrit diversos assajos publicats en editorials de reconegut prestigi (Espasa, Planeta, Akal, Empúries o L'Esfera dels Llibres, Txalaparta). Les seves línies d'investigació s'han enfocat a la història cultural del catalanisme, la biografia i les relacions polítiques entre Espanya i Amèrica Llatina des d'una perspectiva postcolonial. L'any 1992, arran de l'Operació Garzón, fou acusat de pertànyer a l'organització Terra Lliure.

## Formació i activitat professional
Malló va iniciar estudis d'Història a la Universitat de Barcelona però aviat va canviar a la carrera de Ciències de la Comunicació de la Universitat Autònoma de Barcelona,on va tenir dos destacats professors, Francisco Veiga, d'Història Contemporània, i Francesc Burguet i Ardiaca, de redacció periodística, gràcies als quals va aprendre les bases de l'ofici.
Entre 1990 i 1994, Malló fou coordinador de les pàgines de cultura d'El Temps, tasca primària que va combinar amb incursions permanents en assumptes de política autonòmica -especialment la dimissió del conseller d'obres públiques del govern català, Josep Maria Cullell, objecte de censura directa per part de l'executiu mitjançant el llavors secretari particular del president Jordi Pujol, Joaquim Triadú.
Entre els seus treballs, destaca la cobertura de la Guerra de Iugoslàvia entre juny de 1991 i abril de 1992, amb dotze viatges des de la inicial invasió d'Eslovènia per tropes federals fins a l'esclat del conflicte a Bòsnia i Hercegovina.
Un dels seus reportatges, La guerra més salvatge, va ser guardonat el 1992 amb el Premi Nacional de Periodisme de la Generalitat de Catalunya per la destacada aportació al gènere en llengua catalana.
Com a conseqüència d'aquella experiència al front, Malló va participar en la investigació internacional que Reporters Sense Fronteres va realitzar sobre la possible implicació de l'antic corresponsal de La Vanguardia i BBC Radio Eduardo Rózsa Flores en l'assassinat del fotògraf anglès Paul Jenks al front croat. Eduardo Rózsa Flores va morir a Santa Cruz de la Sierra  mentre preparava un atac terrorista contra el president constitucional de Bolívia, Evo Morales, el 16 d'abril del 2009.

## Assaig
El novembre de 1994, després de demanar una llicència a la revista El Temps, Malló va treballar com a redactor de política per al Diari d'Andorra. Després d'una breu estada, va prosseguir la seva col·laboració fins a l'any 2011 amb una columna setmanal. El juny del 1995, Oriol Malló deixà definitivament la seva feina com a redactor d'El Temps i passà a ser col·laborador freelance per a diversos mitjans escrits mentre inicia la redacció del seu primer llibre, La revolta dels Quixots, un estudi sobre el maquis anarquista en la postguerra, publicat el 1997. Des de finals de la dècada de 1990, es dedicà a la redacció d'assaigs biogràfics, llibres d'història i textos d'encàrrec. El 2005 va escriure un article al diari Avui on amenaçava de mort als fundadors del partit polític Ciutadans - Partit de la Ciudadania.

## Estada a Mèxic
L'obra El cartel español. Historia de la reconquista española de México y América Latina (1898-2008) va tenir gran impacte en els mitjans de comunicació de Mèxic el 2011 sinó que va convertir-se en motiu d'interès durant els anys posteriors. Des de finals del 2005, Oriol Malló Vilaplana viu entre Barcelona i Ciutat de Mèxic i es dedica a diverses activitats professionals i docents. Entre altres encàrrecs, va fundar i dirigir el mitjà digital Pulso Ciudadano, finançat per Argos Comunicació, avui integrat a Revolución3.0. Aquest diari digital va ser objecte d'una tesi de postgrau de la Universitat Iberoamericana. El periodista publica també un blog de regular aparició a La Jornada de Oriente sobre temes polítics d'actualitat. Actualment, prepara nous assaigs sobre les relacions políticoculturals entre Mèxic i Espanya des d'una perspectiva comparada i postcolonial.

## Obres publicades
- La revolta dels Quixots: història d'un maquis llibertari (1997), Barcelona: Editorial Empúries (ISBN 978-84-7596-520-8).
- El cas Boadella: desventures d'un joglar en temps de transició (1998), Barcelona: Flor de Viento Ediciones (ISBN 84-89644-29-2).
- En tierra de fariseos: viaje a las fuentes del catalanismo católico (2000), Madrid: Espasa-Calpe, (ISBN 84-239-6636-4).
- Seréis como dioses: vida y andanzas de Luis Pascual Estevill (2001), Madrid: Espasa-Calpe, (ISBN 84-239-5468-4).
- Tarradellas: un segle de Catalanisme (2003), Barcelona: Editorial Planeta, (ISBN 84-9708-113-7).
- Madrid confidential: les aventures de diputat K (2004), Barcelona: Edicions La Campana, (ISBN 84-95616-42-4).
- De les armes a les urnes: coses que volia saber sobre ERC i no s'atrevia a preguntar (2005), Barcelona: La Esfera de los Libros, (ISBN 84-9734-301-8).
- Confessions d'un kumba ressentit: com i per què ha triomfat el bon rotllo a Catalunya (2006), Barcelona: La Esfera de los Libros, (ISBN 84-9734-526-6).[5]
- El cartel español. Historia de la reconquista española de México y América Latina (1898-2008) (2011), Madrid-México: Editorial FOCA (ISBN 978-84-96797-32-1).

- El libro negro del BBVA. De la oligarquía vizcaina al caso Villarejo (2020), Tafalla: Editorial Txalaparta, ISBN 978-84-18252-08-2.[6]